# Willibrorduskerk (Haringhuizen)
Willibrorduskerk is een eenbeukige kerk gelegen aan de Dorpsstraat 9 in het Noord-Hollandse Haringhuizen. De kerktoren heeft drie geledingen en een achtzijdige spits. De kerk staat op een kunstmatige terp waar omheen het dorp ligt. De kerk wordt gebruikt voor diverse culturele activiteiten, zoals exposities, concerten, tentoonstellingen, etc.

## Geschiedenis
De Willibrorduskerk is een oude kerk maar kent wel veel bouwstadia. De eerste steen werd gelegd in 1325. Omdat de kerk in fasen werd gebouwd (met verschillende funderingen waardoor de kerk begon te verzakken), werd tussen 1470 en 1475 een zo goed als nieuw godshuis gebouwd. 
De klokkenstoel bevat een klok uit 1475 die is vervaardigd door S. Butendiic. Het mechanisch torenuurwerk stamt uit 1920. Op de vloer liggen nog oude grafzerken.
Van 1475 tot 1574 is de kerk rooms-katholiek. Na de zogenaamde Alteratie (ook Hervorming of Reformatie genoemd) wordt de Willibrorduskerk tot 1988 hervormd.  
In 1776 werd de kerk zeer grondig gerepareerd. In de 19e eeuw werden het koor en de noordbeuk wegens bouwvalligheid afgebroken en werd de toren verlaagd. Zo kreeg de kerk de afmetingen die hij nu heeft.  
Sinds 1973 staan zowel kerk als toren ingeschreven als rijksmonument in het monumentenregister. In 1988 is de kerk door de Hervormde gemeente Haringhuizen overgedragen aan de Stichting Oude Hollandse kerken (SOHK). De stichting restaureerde de kerk in 1993 grondig en sindsdien vinden er onder verantwoordelijkheid van een plaatselijke stichting allerlei culturele activiteiten plaats. Ook is de 'theaterkerk' te huur voor het sluiten van het burgerlijk en/of kerkelijk huwelijk, of voor een uitvaartplechtigheid. Sinds 1996 wordt er door twee inwoners van Haringhuizen tien maal per jaar een Willibrordusvesper georganiseerd. De kerkmusicus Willem Vogel zette voor deze vieringen gedichten van Nicolaas Beets, C.S. Adema van Scheltema en Ida Gerhardt op muziek. Op 28 mei 2017 komt na 21 jaar een einde aan deze vieringen en verliest de Willibrorduskerk na 542 jaar zijn laatste religieuze functie.
In 2009 is het luidwerk van de klok gerestaureerd.

## Interieur
In de kerk bevinden zich een preekstoel (1654) geschonken door Jan Steenhuijs Rijp, vroedschap, schepen en burgemeester te Alkmaar, overl. 1654, zn. van Cornelis Jansz. Rijp en Neeltje Jan  
Steenhuys. Hij tr. 1e 1638 Cornelia Hensbroek; tr. 2e 1643 Annetje  Cornelis Baert. Ook staan er twee restanten van het doophek (1654), ligt er een priesterzerk (1564) van Jan.z van Dirskx.horn, de laatste pastoor van Haringhuizen, en hangt er een tekstbord (1663) met versregels van dominee L. Hondius.  
De Willibrorduskerk beschikt over een twee-klaviersorgel uit Engeland. De bouw ervan wordt toegeschreven aan Francis Jones uit Sheffield. Het werd in 1842 gemaakt voor de parochiekerk te Wentworth.. In 1983 werd het vanuit Engeland aangekocht. Eerst was het geplaatst op de begane grond, maar na de kerkrestauratie werd het op balustrade. Sinds 2015 is het niet meer bespeelbaar.

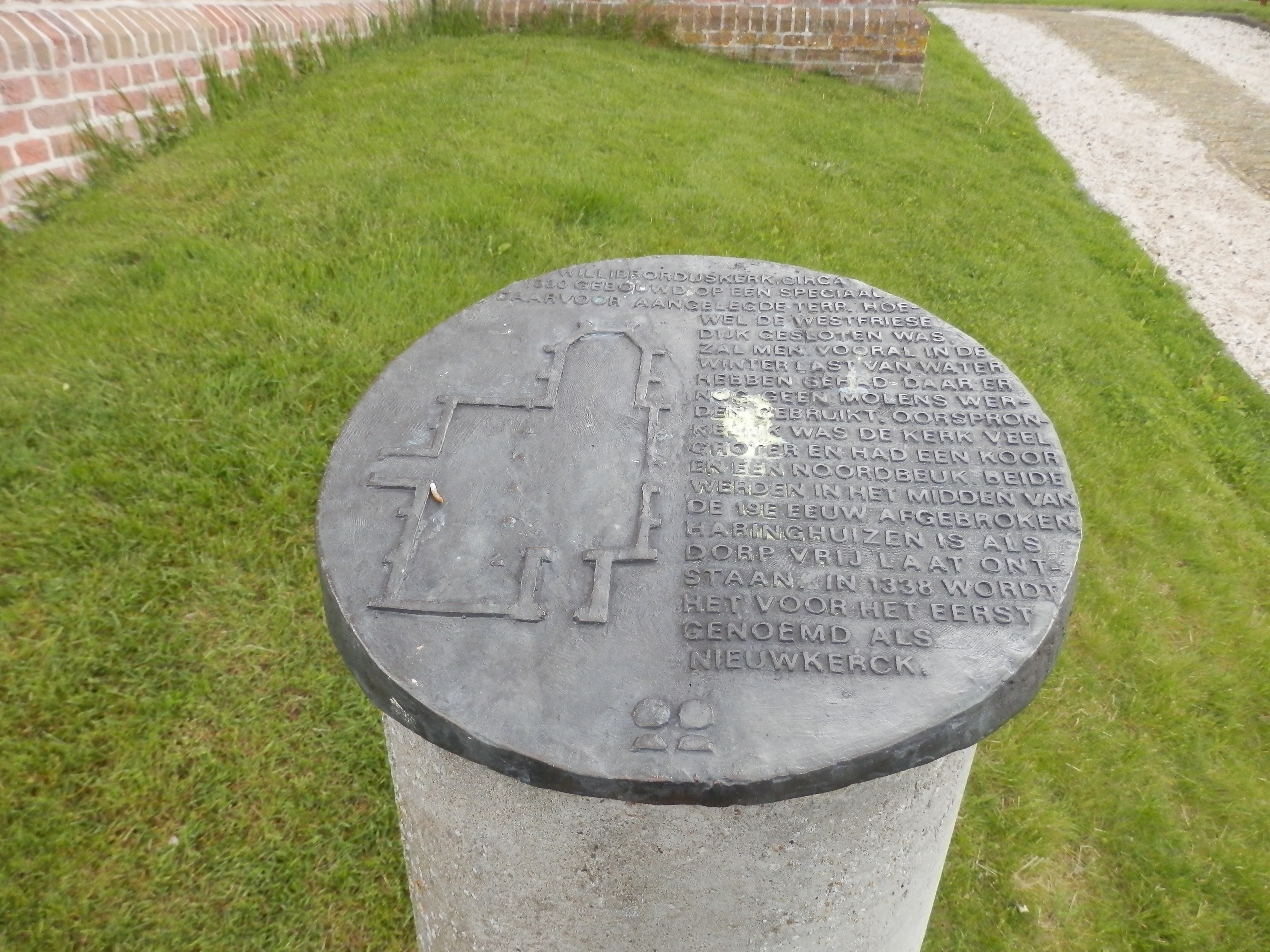
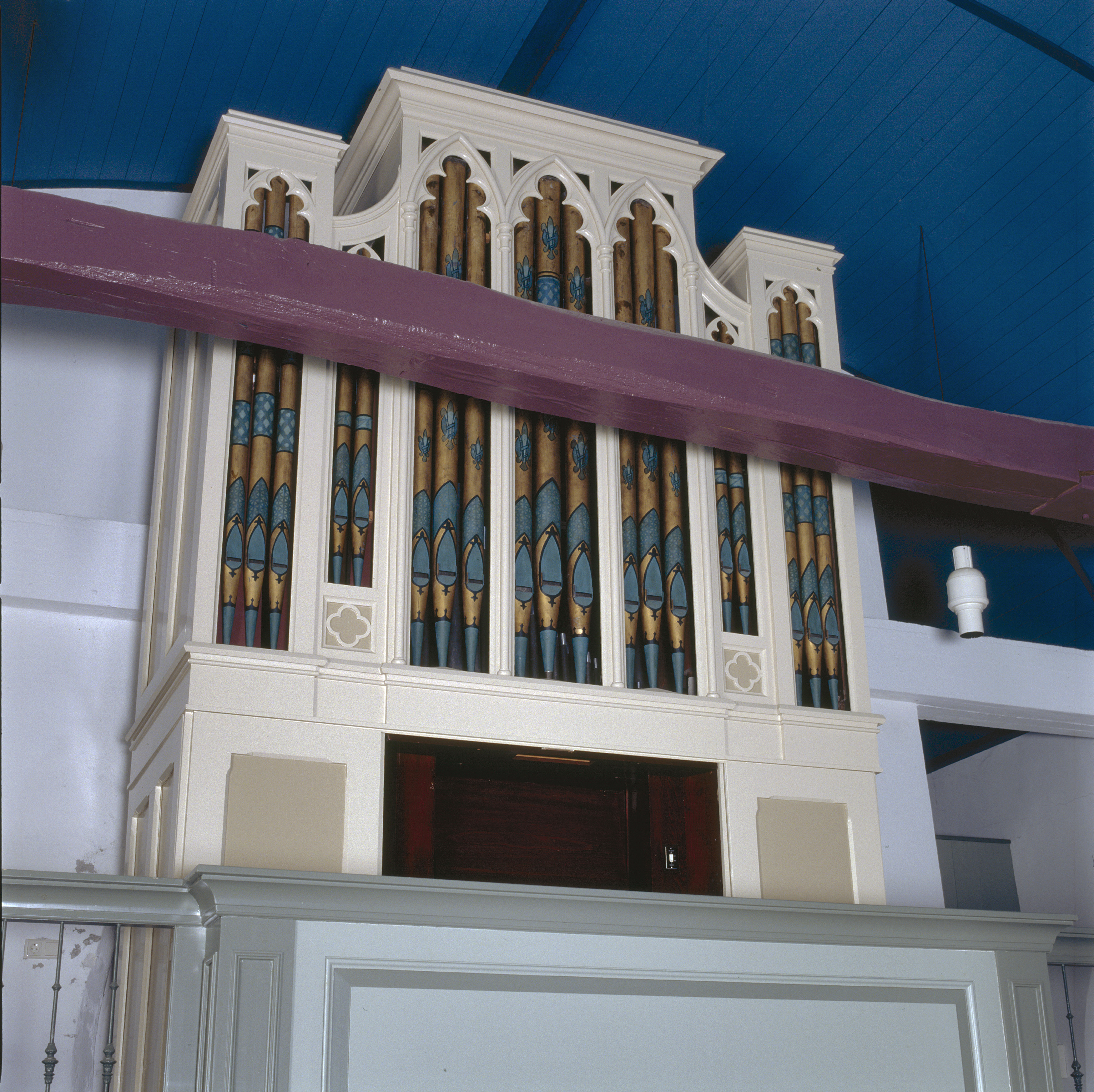
Orgel
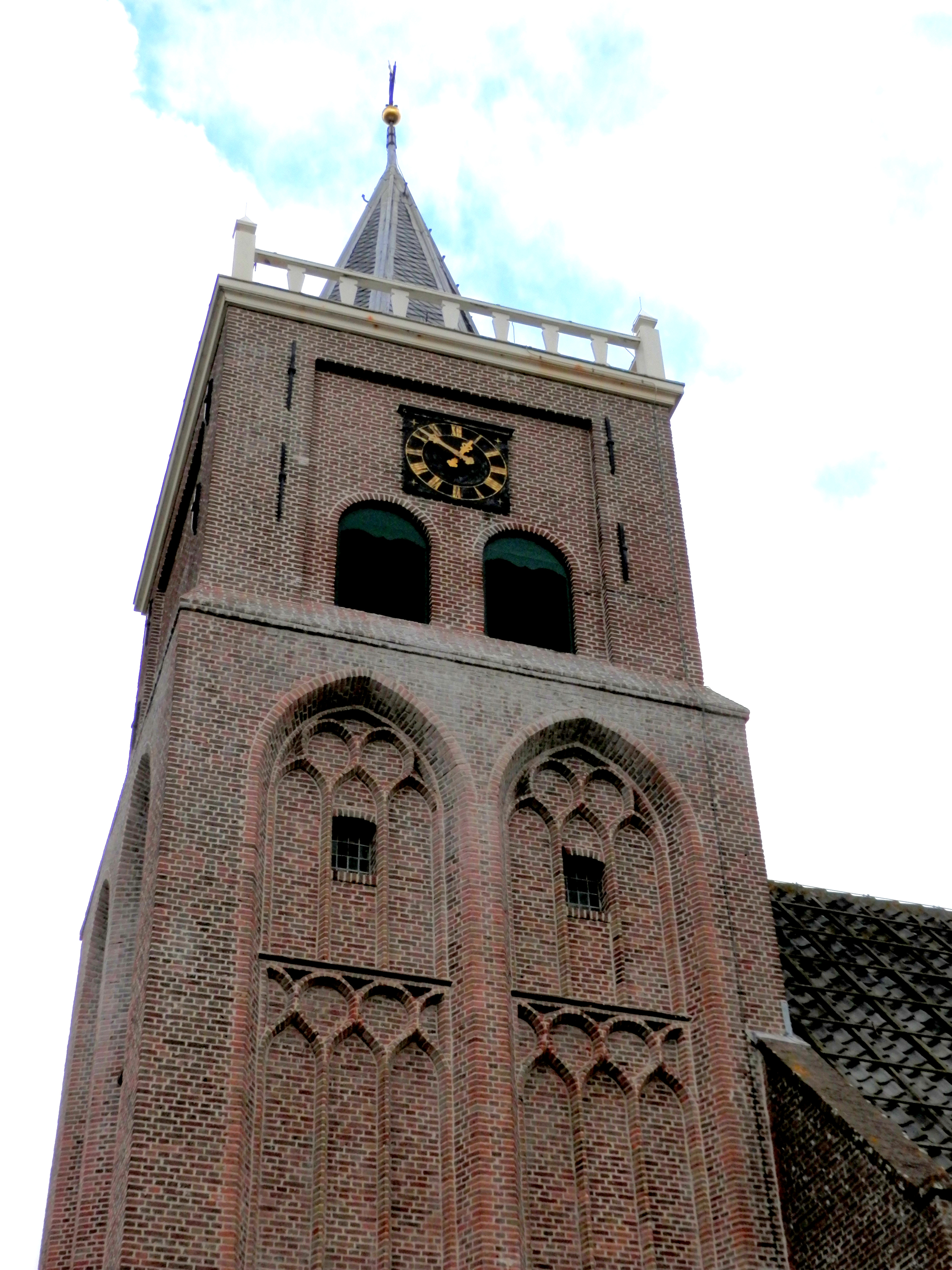
Toren